# ŽŠD Stadion
Le ŽŠD Stadion est un stade multi-usage slovène situé à Ljubljana.
D'une capacité de 2 468 places, il accueille les matches à domicile du Interblock Ljubljana, club évoluant dans le championnat de Slovénie de football.